# Hyperphosphatasie alcaline avec retard mental
L'hyperphosphatasie alcaline avec retard mental ou syndrome de Mabry,, est une maladie génétique rare de découverte précoce (première ou deuxième année de vie). Elle résulte d'un taux anormalement élevé de phosphatases alcalines dans le sérum, excédant 1,67 mmol/L (ou 50 mg/L). Cet excès se traduit d'abord comme dans toutes les hyperphosphatasies par un trouble du développement osseux observé ici chez le jeune enfant. Elle est découverte vers la seconde année de vie en raison de déformations ou de douleurs des membres. 

## Clinique
Les jeunes patients présentent très tôt un retard mental sévère qui participe à l'évocation du diagnostic, une épilepsie myoclonique, des douleurs des membres et un syndrome dysmorphique dû aux déformations osseuses dont un hypertélorisme, un visage rectangulaire avec nez aplati, et des phalanges terminales hypotrophiques.

## Origine
Il s'agit d'une maladie autosomique récessive due à une mutation du gène PIGV qui se traduit par l'incapacité de la phosphatase alcaline à s'ancrer à la surface des membranes cellulaires osseuses,.

## Diagnostic différentiel
Elle ne doit pas être confondue avec la maladie de Paget juvénile.